# Cónclave de 1455
El cónclave papal de abril de 1455 se convocó tras la muerte de Nicolás V, siendo elegido el cardenal Alfonso de Borja, quien tomó el nombre de Calixto III . Fue el primer cónclave celebrado en el Palacio Apostólico, lugar donde, a excepción de cinco cónclaves, se han celebrado todos desde entonces. 
El cónclave también fue el primero en incorporar la votación accessus (votos emitidos en accessit), derivado de una práctica del Senado romano, donde un cardenal podría cambiar su voto después de un escrutinio sin éxito a cualquier cardenal que ya estaba recibiendo más apoyos.
El cardenal griego Basilio Besarión se convirtió en un candidato potencial 
entre las facciones de los Colonna y los Orsini pero, debido a la antipatía hacia la iglesia Oriental, (debido al Cisma de Oriente) hizo que perdiera rápidamente apoyos. A pesar de que el Derecho Canónico Occidental prohibía las barbas a los sacerdotes desde al menos el siglo XI, la disputa perduró hasta el siglo XVI.

## La elección

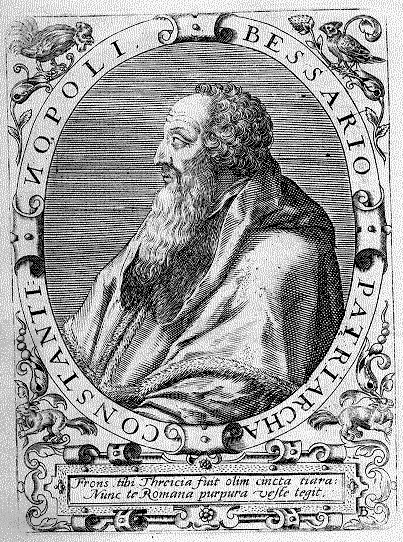
Basilio Besarión.

Las dos facciones principales entre los cardenales eran las de los Colonna y los Orsini. Entre los papabile estaban los cardenales Barbo, Trevisan, Capranica, Orsini, y Bessarion. Capranica Recibió la mayoría de los votos durante los tres primeros escrutinios. Los demás votos se esparcieron entre Orsini y los cardenales franceses, en contra de Capranica por su cercanía al cardenal Colonna.
El 6 de abril, las facciones empezaron a considerar a los candidatos neutrales. Destacó Basilio Besarión (con mucho peso tras separarse de la de la Iglesia Oriental) quien recibió hasta ocho votos, pero, un discurso del cardenal Alain de Coëtivy -grabado por testigos- hundió su candidatura al hacer hincapié en su participación en la Iglesia ortodoxa y su retención de gestos griegos , tales como la barba. El cardenal francés está informado para tener remarcado:
Bessarion no hizo ningún intento de defenderse, alegando que no tenía interés en ser eligió. Su reputación durante la reforma y su austeridad era impopular entre muchos de los cardenales renacentistas. Aun así, siguió siendo un candidato de peso en el cónclave de 1464.
El 7 de abril los escrutinios estaban desorientados. Por ejemplo, el cardenal Antonio de Montefalcone recibió un voto. Los cardenales De Coëtivy y Trevisan propusieron la elección del cardenal Borja, cuya coandidatura no tomó peso hasta el martes siguiente. El núcleo de la mayoría de dos tercios fue probablemente compuesto por los cardenales franceses, españoles y venecianos: Trevisan, De Coëtivy, Barbo, Orsini, d' Estaing, de Carvajal, de la Cerda, Rolin, y Torquemada. El voto del cardenal Isidoro o Calandrini, (o ambos), fue probablemente al cardenal Borja. Es casi seguro que no recibió los votos de Colonna, Capranica o Bessarión.

## Cardenales electores
| Elector                         | Nacionalidad         | Orden               | Título Cardenalicio                                          | Fecha de Elevación                                                | Papa                                 | Notas                                                                                       |
| ------------------------------- | -------------------- | ------------------- | ------------------------------------------------------------ | ----------------------------------------------------------------- | ------------------------------------ | ------------------------------------------------------------------------------------------- |
| Giorgio Fieschi                 | Ligur                | Cardenal obispo     | Obispo de Palestrina                                         | 18 de diciembre de 1439                                           | Eugenio IV                           | Decano del Colegio Cardenalicio; obispo de Albenga                                          |
| Isidore De Kiev                 | Griego               | Cardenal obispo     | Obispo de Sabina                                             | 18 de diciembre de 1439                                           | Eugenio IV                           | Arzobispo de Ruthenia                                                                       |
| Basilio Besarión                | Griego               | Cardenal obispo     | Obispo de Frascati                                           | 18 de diciembre de 1439                                           | Eugenio IV                           | Patriarcado Latino de Jerusalén; administrador de Mazara del Vallo; legado en Boloña        |
| Alfons de Borja                 | Valenciano           | Cardenal presbítero | Título de Santi Quattro Coronati, obispo de Valencia         | 2 de mayo de 1444                                                 | Eugenio IV                           | Papa electo Calixto III                                                                     |
| Juan de Torquemada, O.P.        | Castellano           | Cardenal presbítero | Título de Santa María en Trastévere                          | 18 de diciembre de 1439                                           | Eugenio IV                           |                                                                                             |
| Ludovico Trevisan               | Veneciano            | Cardenal presbítero | Título de San Lorenzo en Damaso, patriarca de Aquileia       | 1 de julio de 1440                                                | Eugenio IV                           | Camerlengo De la Iglesia Católica                                                           |
| Pietro Barbo                    | Veneciano            | Cardenal presbítero | Título de San Marcos                                         | 1 de julio de 1440                                                | Eugenio IV                           | Futuro Pablo II; cardenal nepote; obispo de Vicenza; arcipreste de la Basílica del Vaticano |
| Juan de Carvajal                | Castellano           | Cardenal presbítero | Título de San Angelo en Pescheria, obispo de Plasencia       | 16 de diciembre de 1446                                           | Eugenio IV                           |                                                                                             |
| Antoni Cerdà i Lloscos, O.ss.T. | Mallorquín           | Cardenal presbítero | Título de San Crisógono, obispo de Lérida                    | 16 de febrero de 1448                                             | Nicolás V                            |                                                                                             |
| Latino Orsini                   | Romano               | Cardenal presbítero | Título de Santi. Giovanni e Paolo                            | 20 de diciembre de 1448                                           | Nicolás V                            | Administrador de Bari                                                                       |
| Alain de Coëtivy                | Bretón               | Cardenal presbítero | Título de San Prassede, obispo de Aviñón                     | 20 de diciembre de 1448                                           | Nicolás V                            | Administrador de Nimes                                                                      |
| Filippo Calandrini              | Ligur                | Cardenal presbítero | Título de Santa Susana, obispo de Bolonia                    | 20 de diciembre de 1448                                           | Nicolás V                            | Cardenal nepote; camerlengo del Sacro Colegio                                               |
| Guillaume d'Estaing, O.S.B.     | Francés              | Cardenal presbítero | Título de Santa Sabina                                       | 19 de diciembre de 1449                                           | Nicolás V                            | Obispo de Fréjus                                                                            |
| Domenico Capranica              | Capranica Prenestina | Cardenal presbítero | Título de la Santa Cruz de Jerusalén, administrador de Fermo | 23 de julio de 1423 (in pectore, admitido el 30 de abril de 1434) | Martín V (confirmado por Eugenio IV) | Protopresbítero; Arcipreste de la Basílica Laterana; Penitenciario Apostólico               |
| Prospero Colonna                | Romano               | Cardenal diácono    | Diácono de San Giorgio en Velabro                            | 24 de mayo de 1426                                                | Martín V                             | Protodiácono                                                                                |

### Cardenales ausentes
| Elector                               | Nacionalidad | Orden               | Título Cardenalicio                                    | Fecha de Elevación      | Papa                | Notas |
| ------------------------------------- | ------------ | ------------------- | ------------------------------------------------------ | ----------------------- | ------------------- | --- |
| Pierre de Foix, O.F.M.                | Francés      | Cardenal obispo     | Obispo de Albano                                       | septiembre de 1414      | antipapa Juan XXIII | Legado En Aviñón; administrador de Arlés y Dax                                                                     |
| Guillaume d'Estouteville, O.S.B.Clun. | Francés      | Cardenal obispo     | Obispo de Porto-Santa Rufina, arzobispo de Rouen       | 18 de diciembre de 1439 | Eugenio IV          | Legado papal en Francia; arcipreste de la Basílica de Santa María la Mayor; administrador de San Juan de Maurienne |
| Peter von Schaumberg                  | Alemán       | Cardenal presbítero | Título de San Vital, obispo de Augsburgo               | 18 de diciembre de 1439 | Eugenio IV          | |
| Dionisio Szécsi                       | Húngaro      | Cardenal presbítero | Título de San Ciriaco, arzobispo de Esztergom          | 18 de diciembre de 1439 | Eugenio IV          | Canciller del Reino de Hungría                                                                                     |
| Jean Rolin                            | Francés      | Cardenal presbítero | Título de San Esteban del Monte Celio, obispo de Autun | 20 de diciembre de 1448 | Nicolás V           | |
| Nicholas de Kues                      | Alemán       | Cardenal presbítero | Título de San Pedro en Vincoli                         | 20 de diciembre de 1448 | Nicolás V           | Obispo de Brixen                                                                                                   |